# New Amsterdam (Fernsehserie, 2008)
New Amsterdam ist eine US-amerikanische Fernsehserie des Senders Fox aus dem Jahr 2008. Die Serie wurde nach einer verkürzten, acht Folgen umfassenden, Staffel durch den Sender abgesetzt.

## Inhalt
John Amsterdam arbeitet als Detektiv in New York City. Er ist von einem Fluch über ihn belegt – er kann nicht sterben. Im Jahr 1642 rettete John ein indianisches Mädchen vor dem Tod. Das Mädchen rettet John, indem es ihn unsterblich machte, warnt ihn aber, dass der Fluch nur aufgehoben werden kann, wenn er die einzig wahre Liebe trifft.